# زلیونی (باشقیرستان)
زلیونی (انگلیسی: Zelyony, Bashkortostan) یک شهرک در شهرستان بیرسکی باشقیرستان کشور روسیه است.